# Petit Jo, enfant des rues
Petit Jo, enfant des rues est un roman de l'écrivaine camerounaise Évelyne Mpoudi Ngolé, publié en 2009. Il raconte l'histoire de Petit Jo, un enfant abandonné à l'âge de trois mois, qui lutte contre la fatalité pour se forger un avenir digne de ce nom. Ce roman aborde des thèmes tels que la pauvreté, la résilience et l'espoir pour les enfants maltraités par la vie.

## Résumé
Petit Jo, abandonné à l'entrée d'un hôpital, est recueilli par le vieux Moussima, qui  l'éduque avec amour. Après la mort de son père adoptif, il est contraint de quitter ses études faute d'acte de naissance. À 12 ans, il part pour Yaoundé, où il devient portefaix au marché Nfoundi. Malgré les péripéties, il trouve soutien auprès d'autres enfants des rues, comme Essomba, Elé et Man.

## Historique et contexte
La littérature africaine francophone a connu un essor significatif à partir des années 1970, notamment grâce à des autrices comme Évelyne Mpoudi Ngolé. Née en 1953 à Yaoundé, elle est également l'autrice de Sous la cendre le feu (1991). Petit Jo, enfant des rues s'inscrit dans la tradition de la littérature engagée, mettant en lumière les défis sociaux et économiques auxquels sont confrontés les enfants des rues au Cameroun. Évelyne Mpoudi Ngolé, inspectrice générale de pédagogie en charge des lettres, arts et langues pour l’enseignement secondaire au Cameroun, tout en décrivant dans le détail le pathétique d’une telle vie s'inspire du cas de Jo pour dénoncer la situation dans laquelle se trouvent certains enfants au Cameroun, ainsi elle fait ressortir les conséquences de la délinquance juvénile.

## Thèmes principaux
- Les défis des enfants des rues[4]
- La solidarité et l'amitié
- La critique des inégalités sociales

## Réception
Ce roman a été salué pour sa profondeur émotionnelle et son engagement social, offrant une voix aux enfants marginalisés.[réf. nécessaire]

## À propos de l'autrice
Évelyne Mpoudi Ngolé est une romancière camerounaise de langue française, connue pour ses œuvres abordant des thèmes sociaux et culturels. Elle a également été inspectrice pédagogique et proviseure au Cameroun.[réf. nécessaire]